# Murailles de Roccatederighi
Les murailles de Roccatederighi (en italien : Mura di Roccatederighi) constituent le système défensif  de Roccatederighi, un hameau de la commune de Roccastrada, dans la province de Grosseto en Toscane,.

## Histoire
Un mur d'enceinte primitif a déjà été construit au Xe siècle pour délimiter la forteresse qui s'y trouvait à l'époque.
Au cours des siècles suivants, l'agglomération connaît une expansion continue, jusqu'à atteindre sa taille actuelle entre les XIIIe et XIVe siècles. Par conséquent, précisément à cette époque,  une modification de la disposition et de la disposition des murailles furent opérées pour que tout le village soit complètement ceint par le périmètre des murs.
Les remparts ainsi réaménagés subirent de graves destructions au milieu du XVIe siècle, lorsque de nombreuses localités de la région furent assiégées par les troupes grand-ducales de Cosme Ier de Toscane pendant la guerre contre la république de Sienne.
Le passage ultérieur de Roccatederighi au grand-duché de Toscane entraîna une restructuration partielle de l'ancien village.

## Description
Les murailles de Roccatederighi ne délimitent que partiellement le village d'origine médiévale. Les murs de la ville ne conservent que quelques parties recouvertes de pierre. La plupart des structures et la disposition originale ont été incorporées dans des bâtiments résidentiels, tandis que les parties les plus escarpées et les plus inaccessibles de la colline présentaient des solutions de continuité avec le système défensif déjà à l'époque médiévale.
Dans la partie supérieure, les murailles atteignent et intègrent le complexe de l'imposante Rocca Norsina (ancien nom du début du Moyen Âge), avec la Torre dell'Orologio adjacente qui, bien que rénovée, constitue la partie la plus ancienne du centre historique. L'accès au village se fait par l'une des deux portes cintrées.
Des anciennes tours de guet le long de la courtine, il ne reste qu'une trace d'une maison-tour, considérablement modifiée par diverses rénovations.

## Galerie

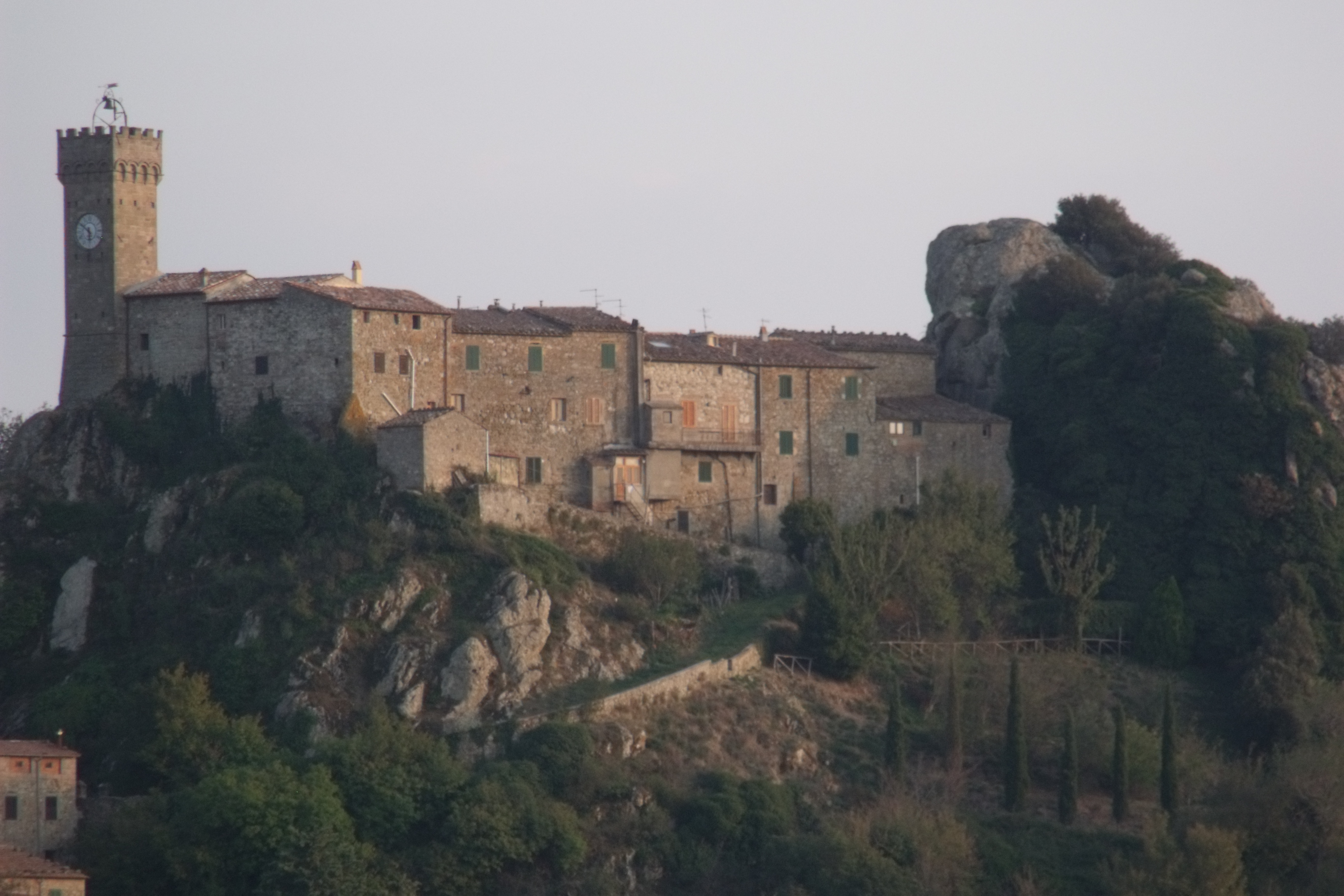
Le hameau de Roccatederighi
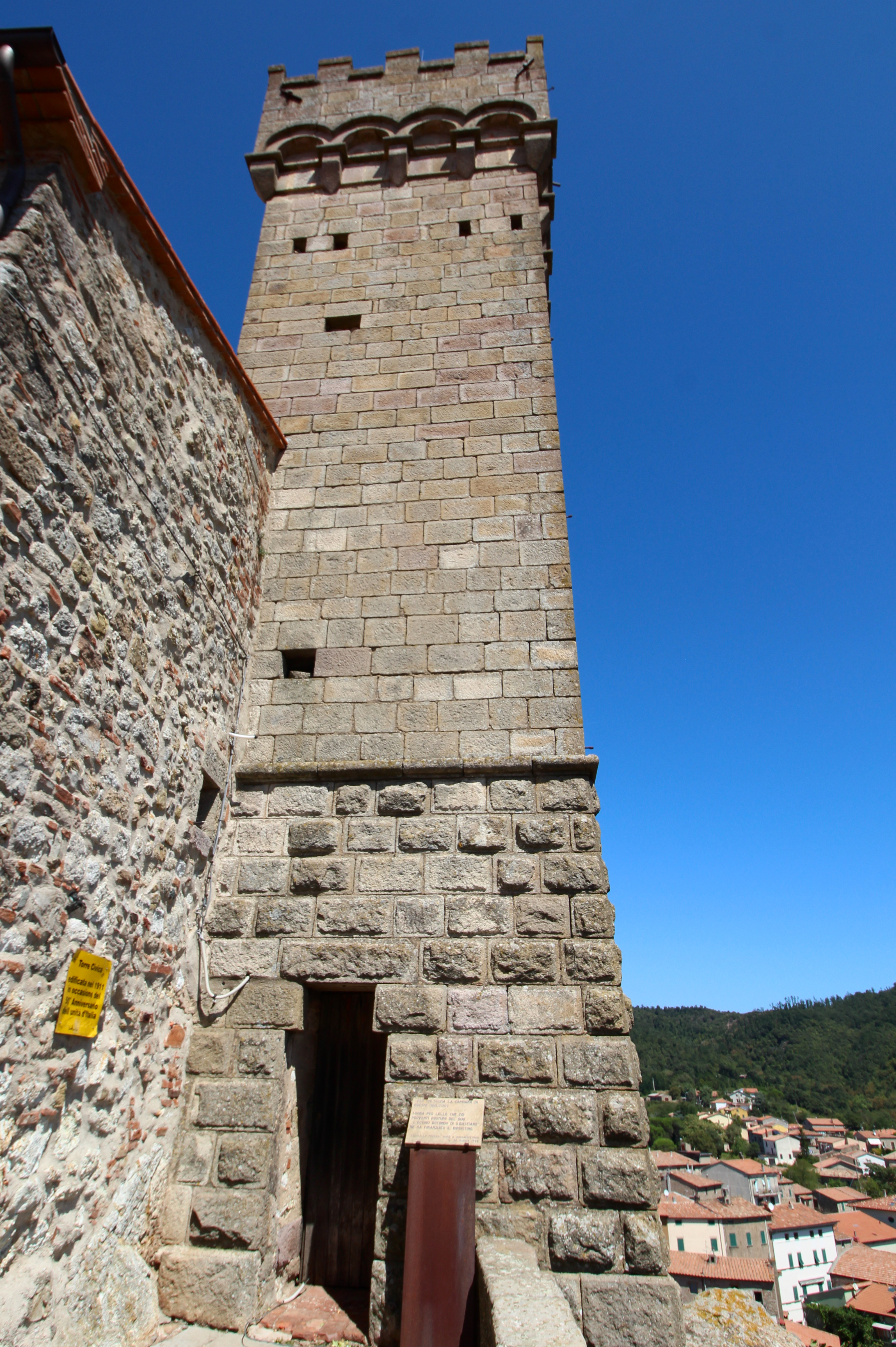
Torre dell'Orologio